# Arachniodes sinomiqueliana
Arachniodes sinomiqueliana är en träjonväxtart som först beskrevs av Ren-Chang Ching, och fick sitt nu gällande namn av Jisaburo Ohwi. Arachniodes sinomiqueliana ingår i släktet Arachniodes och familjen Dryopteridaceae. Inga underarter finns listade.